# Boroszów
Boroszów [bɔˈrɔʂuf] (Alemán: Boroschau, 1936-1945 Alteneichen) es un pueblo ubicado en el distrito administrativo de Gmina Olesno, dentro del Condado de Olesno, Voivodato de Opole, en el sur de Polonia occidental. Se encuentra aproximadamente a 9 kilómetros al norte de Olesno y a 48 kilómetros al noreste de la capital regional Opole.
En el pueblo hay una vieja iglesia de madera.

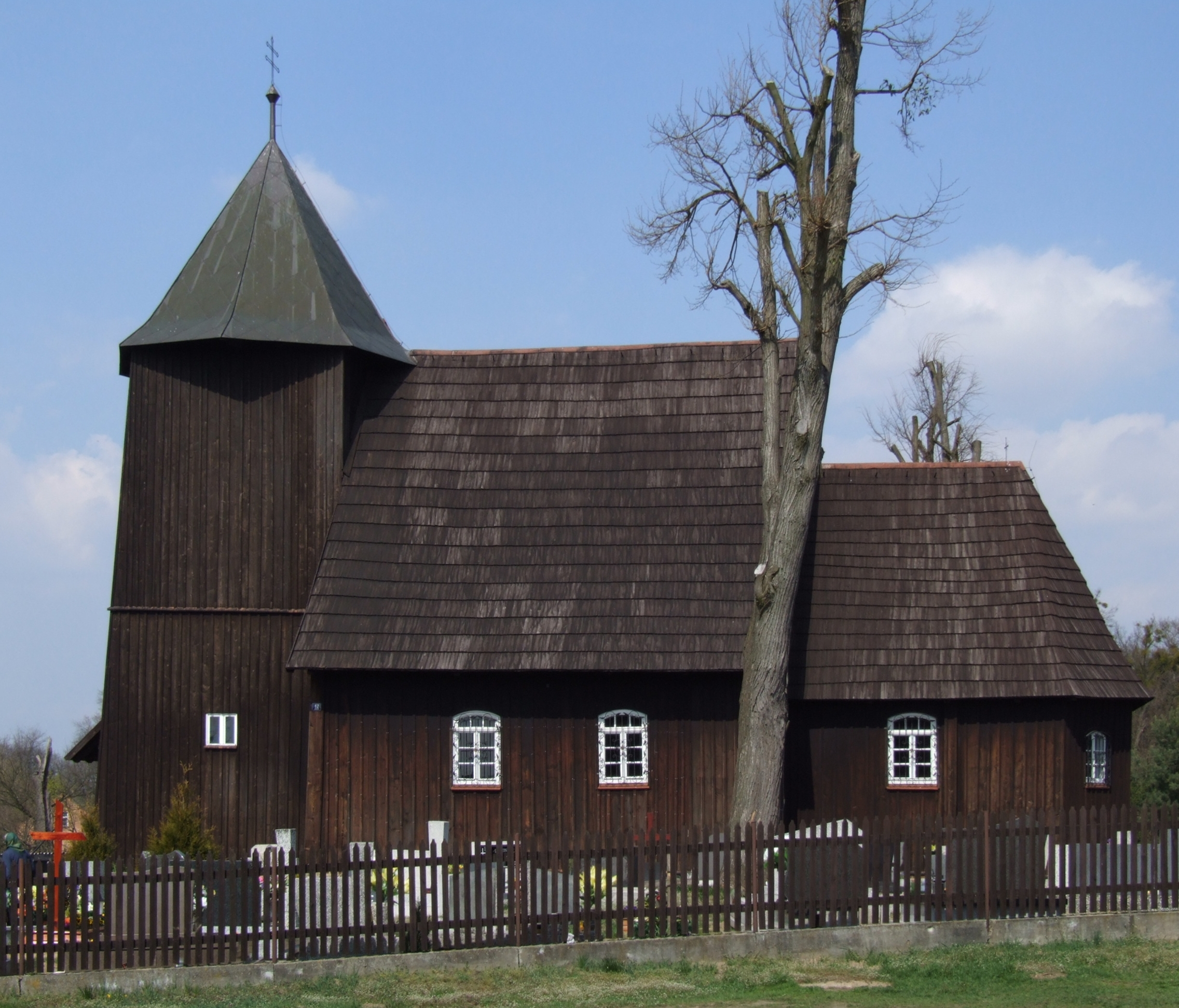
Iglesia de madera en Boroszów